# جون و جنیفر گیبنز
جون گیبنز (زاده ۱۱ آوریل ۱۹۶۳) و جنیفر گیبنز (۱۱ آوریل ۱۹۶۳–۹ مارس ۱۹۹۳) دوقلوهای همسانی بودند که در ولز بزرگ شدند. آن‌ها بعداً "دوقلوهای خاموش" لقب گرفتند، زیرا تنها با یکدیگر ارتباط برقرار می‌کردند. این دو خواهر، چند آثار داستانی نوشتند. همچنین هر دو آن‌ها، به مدت یازده سال در بیمارستان برادمور بستری بودند.

## اوایل زندگی
جون و جنیفر، دختران مهاجران کارائیبی، گلوریا و آبری گیبنز بودند. خانواده گیبنز در اوایل دهه ۱۹۶۰ به عنوان بخشی از نسل ویندراش از باربادوس به بریتانیا نقل مکان کردند. گلوریا خانه‌دار بود و آبری به عنوان تکنسین برای نیروی هوایی سلطنتی کار می‌کرد. این زوج، سه فرزند دیگر نیز داشتند: گرتا زادهٔ ۱۹۵۷، دیوید ۱۹۵۹ و رزی ۱۹۶۷.
در سال ۱۹۶۰، آبری برای اقامت، نزد یکی از بستگانش در کاوِنتری رفت و خیلی زود، به عنوان تکنسین کارکنان، واجد شرایط شد. گلوریا چند ماه بعد به‌همراه گرتا و دیوید به‌دنبال او راهی شد. دوقلوها در ۱۱ آوریل ۱۹۶۳، در یک بیمارستان نظامی در عدن، یمن، جایی که پدرشان در آن‌جا مستقر شده‌بود، به دنیا آمدند. خانواده به زودی نقل مکان کردند–ابتدا به انگلستان، و در سال ۱۹۷۴، به هاورفوردوست، ولز. این دوقلوها، جدایی‌ناپذیر بودند و زبان آن‌ها که یک زبان باجان کریول تسریع‌شده، بود، درک این دو خواهر را برای مردم دشوار می‌کرد.
گیبنزها، تنها کودکان سیاه‌پوست جامعه بودند و اغلب در مدرسه طرد می‌شدند. مشخص شد که این موضوع، برای دوقلوها آسیب‌زا بوده و در نهایت باعث شد مدیران مدرسه هر روز آن‌ها را زودتر مرخص کنند تا بلکه از قلدری شدن آن‌ها، اجتناب کنند. زبان آن‌ها در این زمان حتی عجیب‌تر و به زودی برای دیگران نامفهوم شد. زبان آن‌ها، یا idioglossia، به عنوان نمونه‌ای از کریپتوفازی یاد می‌شود و مثالی از آن، اقدامات همزمان دوقلوها بود، که اغلب دقیقاً شبیه کارهای یکدیگر را انجام می‌دادند. دوقلوها به طرز فزاینده‌ای محتاط شدند و در نهایت با هیچ‌کس به جز یکدیگر و خواهر کوچک‌ترشان رز، صحبت نکردند.
دختران به تحصیل در مدرسه ادامه دادند، هرچند از خواندن و نوشتن خودداری می‌کردند. در سال ۱۹۷۴، پزشکی که واکسیناسیون را در مدرسه انجام می‌داد، متوجه رفتار آن‌ها شد و به یک روان‌شناس کودک اطلاع داد. دوقلوها شروع به دیدن شماری از درمانگران کردند که تلاش‌های ناموفقی برای وادار کردن آن‌ها به برقراری ارتباط با دیگران انجام دادند. آن‌ها برای شکستن انزوای خود به مدارس شبانه‌روزی جداگانه فرستاده شدند، اما این زوج پس از جدایی، کاملاً منزوی شدند.

## حرفه
هنگامی که این دو خواهر دوباره به هم ملحق شدند، چندین سال، خود را در اتاق خوابشان منزوی کرده و مشغول بازی‌های مفصلی با عروسک‌ها شدند. آن‌ها نمایشنامه‌ها و داستان‌های آبکی بسیاری خلق کردند و برخی از آن‌ها را با صدای بلند، روی نوار، به عنوان هدیه برای خواهرشان رز، خواندند. آن‌ها با الهام از یک جفت هدیه در کریسمس ۱۹۷۹، حرفه نویسندگی خود را آغاز کردند. آن‌ها آثارشان را برای یک دوره مسابقهٔ نویسندگی خلاق، که آثار باید از طریق پست ارسال می‌شدند، فرستادند. هر کدام از آن‌ها نیز یک دفتر خاطرات گسترده داشتند و تعدادی داستان، شعر و رمان نوشتند. این داستان‌ها عمدتاً در ایالات متحده و به ویژه در مالیبو، کالیفرنیا اتفاق می‌افتد که شامل زنان و مردان جوانی است که رفتارهای عجیب و غریب و اغلب مجرمانه از خود نشان می‌دهند.
جون، رمانی با عنوان معتاد به پپسی-کولا نوشت که در آن یک قهرمان دبیرستانی، توسط معلمش اغوا می‌شود و سپس به یک اصلاح‌خانه فرستاده می‌شود، جایی که یک نگهبان همجنس‌گرا برای او، یک نمایش می‌سازد. این دو دختر، بیمه بیکاری خود را با هم جمع کردند تا رمان را توسط یکی از روزنامه‌های کمپانی ونیتی پرس، منتشر کنند. این تنها اثرِ قابل دسترس از خواهران گیبنز است که برای خرید در دسترس نبود و تنها در پنج کتابخانه در جهان نگهداری می‌شد تا اکتبر ۲۰۲۰ که به عنوان یک نسخه محدود توسط Cashen's Gap دوباره منتشر شد. همچنین این کتاب، در می ۲۰۲۳ توسط Strange Attractor با جلد شومیز منتشر شد. تلاش‌های دیگر آن‌ها برای انتشار رمان‌ها و داستان‌ها ناموفق بود، اگرچه Cashen's Gap در نظر دارد در آینده پروژه‌هایی از جون و جنیفر منتشر کند. در The Pugilist نوشتهٔ جنیفر، یک پزشک آن‌قدر مشتاق نجات جان فرزندش است که سگ خانواده را می‌کشد تا قلبش را برای پیوند به دست آورد. روح سگ در کودک زنده می‌ماند و در نهایت انتقام خود را از پدر می‌گیرد. جنیفر همچنین Discomania را نوشت، داستان زن جوانی که متوجه می‌شود فضای یک دیسکو محلی، مشتریان را به خشونتی دیوانه‌وار تحریک می‌کند. او کارش را با نوشتن پسر راننده تاکسی، یک نمایشنامه رادیویی به نام خانم و آقای پستچی و چندین داستان کوتاه ادامه داد.

## بستری شدن در بیمارستان
در سال‌های پایانی نوجوانی، دوقلوها شروع به استفاده از مواد مخدر و الکل کردند. در سال ۱۹۸۱، مرتکب جنایاتی از جمله خرابکاری، سرقت کوچک و آتش‌افروزی شدند که منجر به بستری شدن آن‌ها در بیمارستان برادمور، یک بیمارستان بهداشت روانی با امنیت بالا، شد. این دوقلوها بر اساس قانون سلامت روان ۱۹۸۳، به بازداشت با زمان نامشخص محکوم شدند. آنها یازده سال در برادمور بستری بودند. جون بعداً این حکم طولانی را به دلیل خاموش بودن انتخابی آن‌ها دانست: «بزهکاران نوجوان دو سال حکم زندان می‌گیرند… ما دوازده سال حکم این جهنم را گرفتیم فقط چون حرف نمی‌زدیم… ما واقعاً امیدمونو از دست دادیم. من نامه ای به ملکه نوشتم و از او خواستم که ما را آزاد کند. اما ما گرفتار شدیم.» پس از استفادهٔ دوزهای بالای داروهای ضدروان‌پریشی، آن‌ها متوجه شدند که قادر به تمرکز نیستند. جنیفر ظاهراً دچار دیسکینزی دیررس (یک اختلال عصبی که منجر به حرکات غیرارادی و تکراری می‌شود) شد. داروهای آنها ظاهراً به اندازه‌ای تنظیم شده‌بود که به آن‌ها اجازه دهد به نوشتن خاطرات فراوانی که در سال ۱۹۸۰ شروع کرده بودند ادامه دهند؛ آن‌ها همچنین توانستند به گروه کر بیمارستان بپیوندند، اما بیشتر علاقه خود را به نوشتن خلاق، از دست دادند.
این پرونده به دلیل پوشش روزنامه توسط روزنامه‌نگاری به نام مارجوری والاس از ساندی تایمز به شهرت رسید. والاس بعداً کتابی دربارهٔ این دو با عنوان دوقلوهای خاموش نوشت که در سال ۱۹۸۶ توسط پرنتیس هال منتشر شد.

## مرگ جنیفر
به گفته والاس، دختران یک توافق دیرینه با هم داشتند که اگر یکی از آن‌ها بمیرد، دیگری باید شروع به صحبت کند و زندگی عادی داشته باشد. در طول اقامتشان در بیمارستان، آن‌ها به این باور رسیدند که لازم است یکی از آنها بمیرد و پس از بحث‌های فراوان، جنیفر پذیرفت که جان خود را فدا کند. در مارس ۱۹۹۳، دوقلوها از برادمور به کلینیک بازترِ کازول در بریجند، ولز منتقل شدند. هنگام ورود جنیفر نمی‌توانست بیدار شود. او به بیمارستان منتقل شد و بلافاصله پس از میوکاردیت حاد، نوعی التهاب ناگهانی قلب، درگذشت. هیچ مدرکی از دارو یا سم در بدن او وجود نداشت.
در تحقیقات، جون فاش کرد که جنیفر حدود یک روز قبل از انتقال، رفتار عجیبی داشته‌است؛ صحبت‌هایش ابهام‌آمیز بوده و گفته‌است که در حال مرگ می‌باشد. در سفر به کازول، او در دامان جون با چشمان باز خوابیده‌بوده‌است. چند روز بعد، والاس پس از ملاقات، گفت که جون «در حال و هوای عجیبی بوده‌است.» جون گفت: «من بالأخره آزادم، رها شدم و در آخر جنیفر، جانش را به خاطر من فدا کرد.» او همچنین آن را به عنوان یک سونامی توصیف کرد که او را از گناهانش شست و از خواهرش رهایی داد. جنیفر در قبرستان سنت مارتین، هاورفوردوست، پمبروک‌شایر، ولز به خاک سپرده شد.
پس از مرگ جنیفر، جون با هارپرز بازار و گاردین مصاحبه کرد. تا سال ۲۰۰۸، او بی‌سروصدا و مستقل در نزدیکی والدینش در ولز غربی زندگی می‌کرد. او دیگر تحت نظارت خدمات روان‌پزشکی نبود، توسط جامعه خود پذیرفته شده و به دنبال پشت سر گذاشتن گذشته خود بود. مصاحبه‌ای در سال ۲۰۱۶ با خواهرش گرتا، نشان داد که خانواده از زندانی شدن دختران، به شدت در دردسر افتاده‌بودند. او برادمور را به خاطر خراب کردن زندگی‌شان و نادیده گرفتن سلامتی جنیفر سرزنش کرد. او می‌خواست علیه برادمور شکایت کند، اما آبری و گلوریا نپذیرفتند و گفتند که این کار جنیفر را برنمی‌گرداند.

## در رسانه
این زوج، موضوع درام تلویزیونی دوقلوهای خاموش که به عنوان بخشی از سریال پرده دو در سال ۱۹۸۶، از شبکه BBC2، و مستند دوقلوی خاموش – بدون سایه‌ام از برنامه Inside Story که در سپتامبر ۱۹۹۴ از شبکه BBC1 پخش گردید، بودند. نمایشی بر اساس کتاب والاس، با عنوان بی‌کلام، در لندن در سال ۲۰۱۱ به نمایش درآمد.
داستان دوقلوها همچنین الهام‌بخش آهنگی از منیک استریت پریچرز به‌نام «سونامی» در سال ۱۹۹۸ بود.
فیلمساز لهستانی آگنیشکا اسموچینسکا، یک فیلم سینمایی به‌نام دوقلوهای خاموش محصول سال ۲۰۲۲، با موضوع دوقلوها با بازی لتیتیا رایت و تامارا لارنس بر اساس کتاب دوقلوهای خاموش، نوشتهٔ مارجوری والاس کارگردانی کرد. این فیلم که اولین فیلم انگلیسی‌زبان فیلم او نیز بود، محصول مشترک بین‌المللی بین کمپانی 42 Management بریتانیا و کمپانی Mandats لهستان و با حمایت مؤسسه فیلم لهستان و Moderator Inwestycje بود.
آلبوم ۲۰۲۲ آنجلین موریسون، ترانه‌های غم و اندوه (آهنگ‌های عامیانه تجربه سیاه‌پوستان بریتانیا) دارای آهنگی دربارهٔ دوقلوها است به‌نام «شعله‌های آتش بالا می‌روند».
شاعر آمریکایی، لوسی براک برویدو، نیز، در اولین کتاب خود، گرسنگی، آلفرد آ. ناپف، در سال ۱۹۸۸، شعری با عنوان «لال‌های انتخابی» دربارهٔ دوقلوها نوشت.